# Roland Ng San Tiong

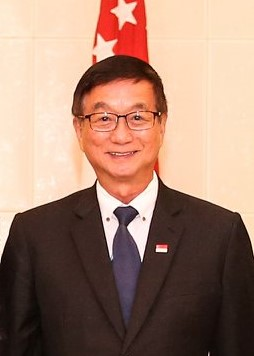
Roland Ng San Tiong (2019)

Roland Ng San Tiong (chinesisch 黃山忠) ist ein singapurischer Diplomat und Unternehmer. Er ist Managing Director and Group CEO der Tat Hong Holdings Ltd.

## Werdegang
Ng erhielt 1976 von der britischen University of Technology Loughborough einen Bachelor of Science (Honours).
Ng begann sein Berufsleben bei der Jurong Town Corporation als Bauingenieur, wechselte dann aber 1979 zum Unternehmen seiner Familie, die Tat Hong Holdings, und wurde 1991 zum Group Chief Executive Officer ernannt. Vom 59. & 60. Rat der Singapore Chinese Chamber of Commerce & Industry 2017 und 2019 wurde Ng zum Präsidenten gewählt und ist Direktor deren Untergliederungen, der Financial Board of the Singapore Chinese Chamber of Commerce, der Chinese Chamber Realty Private Limited und der Singapore Chinese Chamber of Commerce Foundation. Ng ist Vizevorsitzender der China & North Asia Business Group of Singapore Business Federation und Mitglied des Vorstandes des Trustees of Chinese Development Assistance Council, des Vorstands des Directors of Business China und des Beirats der Community Relations in Defence.
Am 31. Januar 2019 wurde Ng zum neuen Botschafter Singapurs für Osttimor ernannt und folgt damit Sudesh Maniar. Seinen Amtssitz hat er aber in Singapur. Am 28. Februar Übergab Ng seine Akkreditierung an Osttimors Präsidenten Francisco Guterres. Ngs Amtszeit endete am 27. Februar 2022.

## Auszeichnungen
Ng erhielt 2010 den Public Service Star (BBM) und 2002 die Public Service Medal (PBM). Bei den Singapore Business Awards wurde Ng 2007 zum Geschäftsmann des Jahres und erhielt 2009 den Best CEO Award der Singapore Corporate Awards.